# Christopher Meneses
Christopher Josue Meneses Barrentes (2 maggio 1990) è un calciatore costaricano, difensore dello Sporting San José.